# 윌리엄 모리스 데이비스

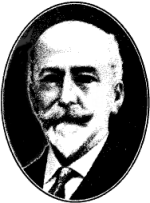

윌리엄 모리스 데이비스 (William Morris Davis, 1850년 2월 12일 – 1934년 2월 5일)는 미국 지리학자, 지질학자, 지형학자, 기상학자였으며 종종 "미국 지리학의 아버지"라고 불린다.
그는 19세기 미국 서부의 원래 측량사들의 현장 관찰과 연구를 통해 자신의 가장 영향력 있는 과학적 공헌인 "지리적 순환"을 고안했다. 이 이론은 강이 융기된 땅을 기저 수준까지 어떻게 침식하는지 보여주는 모델로, 에라스무스와 찰스 다윈, 장바티스트 라마르크의 연구에서 영감을 얻었다. 그것은 강한 진화적 풍미를 가지고 있었다. 그의 침식주기는 (더 큰) 강이 일반적으로 유년기, 성숙기, 노년기 단계로 구분되는 세 가지 주요 발달 단계를 가지고 있음을 시사한다. 각 단계에는 강의 상류, 중류, 하류 코스를 따라 발생할 수 있는 뚜렷한 지형과 이와 관련된 기타 특성이 있다.